# Marie-Louise Prosperi
Marie-Louise Prosperi, née  à Fogliano le 19 août 1799 et morte le 13 septembre 1847, est une religieuse catholique romaine italienne professe de l'Ordre de Saint-Benoît. C'est lors de sa profession chez les Bénédictins que Prosperi prend le nom religieux de « Maria Luisa Angelica ». Elle est abbesse en son couvent jusqu'à sa mort.
Prosperi raconte qu'elle a eu une série de visions dans lesquelles elle a été témoin de la Passion de Jésus-Christ, elle subissait de très intenses douleurs durant ces dernières. Elle est connue parmi ses pairs pour sa stricte observance de la règle de saint Benoît de Nursie et pour son ardente dévotion au Sacré-Cœur de Jésus et à l'Eucharistie,.
Le pape Benoît XVI approuve un miracle nécessaire pour qu'elle soit béatifiée. Le cardinal Angelo Amato, préside au nom du pape sa béatification à Pérouse le 10 novembre 2012.